# OPTSAT-3000
OPTSAT-3000 dont la mission est également désignée sous l'appellation SHALOM (Spaceborne Hyperspectral Applicative Land and Ocean Mission) est un petit satellite de reconnaissance optique italien développé par la société israélienne  Israel Aerospace Industries qui a été placé en orbite le 2 aout 2017 par un lanceur Vega.

## Historique
Le satellite de reconnaissance optique OPTSAT-3000 a été commandé en juin 2012 par le Ministère de la Défense italien auprès de la société israélienne Israel Aerospace Industries dans le cadre d'un contrat double comprenant la vente d'avions d'entrainement italiens M-346 à l'Armée israélienne. Le satellite constitue une solution d'attente en attendant que les militaires italiens disposent d'une plateforme. La gestion du projet en Italie est confiée à Telespazio. Une fois lancées les opérations seront gérées directement par le Ministère de la Défense italien. Le cout du projet de la construction jusqu'à la fin de la recette en orbite est évalué à 182 millions US$. La partie optique est développée par la société israélienne ELOp dans le cadre d'un contrat de 40 millions US$.

## Caractéristiques techniques
OPSAT-3000 est un satellite stabilisé 3 axes d'une masse de 400 kg. Il est long de 4,58 mètres pour un diamètre de 1,2 mètre. Une fois ses panneaux solaires déployés son envergure atteint 4,6 mètres. La plateforme OPSAT-3000 du satellite dérive de celle du satellite de reconnaissance israélien Ofeq 3 (plateforme OPSAT-1000)  améliorée avec les satellites Ofeq 5 à 9 (plateforme OPSAT-2000) dont dérive par ailleurs la plateforme TecSAR utilisée par les satellites de reconnaissance radar développés par l'industrie israélienne. Le premier satellite à utiliser la nouvelle plateforme était Ofeq-11 lancé en 2016. La plateforme est alimentée en énergie par deux ensembles de panneaux solaires déployés en orbite. La charge utile est constituée par la caméra Jupiter dont l'optique est un télescope de 70 cm de diamètre qui alimente deux détecteurs. Un détecteur panchromatique fournit des images avec une résolution spatiale de 0,5 mètre. Le deuxième détecteur fournit des images multispectrales avec une résolution de 2 mètres. La fauchée est de 15 kilomètres.

## Déroulement de la mission
Le satellite OPSAT-3000 a été placé sur une orbite héliosynchrone à une altitude de 450 km avec une inclinaison orbitale de 97° le 2 aout 2017. Le lanceur utilisé était une fusée européenne Vega tirée depuis la base de lancement de Kourou qui emportait également le satellite Vénμs également de fabrication israélienne. La mission du satellite de reconnaissance italien doit durer au moins 6 ans.